# Mallabad, Sedam
Mallabad là một làng thuộc tehsil Sedam, huyện Gulbarga, bang Karnataka, Ấn Độ.